# Рух за добровільне вимирання людства

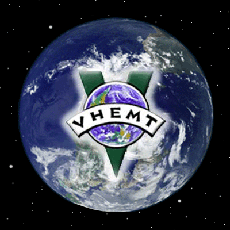
Логотип руху, на якому зображено перевернуту Землю як символ занепаду екосистеми.

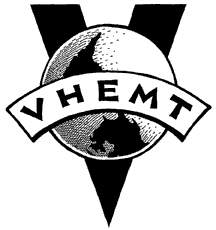
Альтернативний логотип руху.

Рух за доброві́льне вимира́ння лю́дства, відомий як VHEMT (англ. Voluntary Human Extinction Movement) — міжнародний громадський екологічний рух, який виник у 1991 році в США в місті Портленді, метою якого є вирішення існуючих екологічних проблем шляхом знищення біологічного виду Homo sapiens через добровільну відмову від народження дітей.

## Історія
Руху дав назву Лес Найт (англ. Les Knight) у 1991 році у Портленді. Найт є власником сайту vhemt.org і «голосом» руху. Лес Найт зацікавився екологічним рухом в 1970-тих роках після повернення з В'єтнаму, ставши членом руху «Нульового Росту Населення» (англ. Zero Population Growth) і зробив собі вазектомію у 20 років.
З 1991 року публікується періодичне видання з новинами спільноти VHEMT, знане як «Ці останні часи». В цьому виданні Найт закликав читачів підтримати рух за вимирання виду Homo sapiens шляхом відмови від репродукції. Також в даному виданні публікувались комікси, наприклад, комікс «Дитинча Бонобо», в якому головна героїня відмовляється від дітонародження, беручи натомість дитинча бонобо. В 1996 Найт створив сайт спільноти VHEMT, котрий станом на 2010 рік підтримував інтерфейс 11 мовами. Лого спільноти складається з великої літери «V» (від англ. voluntary — добровільно) та моделі Землі, перевернутої північною півкулею донизу.

## Ідеологія
Гаслом руху є «Жити довго і щасливо вимерти» (англ. “May we live long and die out”). Рух не пропагує вбивства, самогубства, масову стерилізацію та інші насильницькі методи, замість цього пропонується відмовитися від подальшого відтворення людського роду.
Рух має три рівні підтримки:
- Волонтери (англ. volunteers) — люди, що розділяють цілі руху і зважилися не мати дітей (або не мати більше дітей, крім вже наявних)[2][6]
- Прихильники (англ. supporters) — люди, які не вважають, що вимирання людства необхідне, але тим не менш є прихильниками контролю чисельності людства і відмовилися з цієї причини від народження нових дітей.
- Потенційні прихильники організації.

VHEMT не розглядає себе як організацію, оскільки не має ніяких власних структур. Це просто рух, представлений міжнародною інтернет-сторінкою. Таким чином, офіційного представництва рух не має.

## Структура та медійність
VHEMT за своєю структурою швидше нагадує мережу людей, ніж якусь формальну організацію, тому і конкретного списку членів також не існує. В 1995 році, Деніел Метц з університету Вілламетт зазначив, що список мейл-підписок спільноти не перевищував 400 осіб. Через 6 років у сюжеті на Fox News повідомили, що список складається всього з 230 осіб. Найт прокоментував це, сказавши, що будь-хто, хто поділяє його ідеологію певним чином причетними до цього руху, а таких людей — мільйони.
Лес Найт також виступає в ролі прессекретаря спільноти. Він відвідує екологічні конференції та заходи, де інформує та привертає увагу до проблеми росту населення. Інформація про цю спільноту до більшості аудиторії дійшла з медіа, а не з подібних конференцій, що додало їй певного суб'єктивного забарвлення. VHEMT також продають фірмові футболки, значки та наліпки на бампери з написом «Дякуємо за те, що не розмножуєшся».